# Макаровський міський округ
Макаровський район (рос. Макаровский район) — адміністративно-територіальна одиниця (район) та муніципальне утворення (муніципальний район) у складі Сахалінської області Російської Федерації.
Адміністративний центр — місто Макаров.

## Географія
Знаходиться на південної части острова Сахалін.
Макаровський район прирівняний до районів Крайньої Півночі.

## Історія
Район утворений 15 червня 1946 року. З 1905 по 3 вересня 1945 року входив до складу губернаторства Карафуто Японії.

## Населення
| 1959   | 1970    | 1979    | 1989    | 2002  | 2009  | 2010  |
| ------ | ------- | ------- | ------- | ----- | ----- | ----- |
| 33 866 | ↘16 704 | ↘14 969 | ↗14 993 | ↘9774 | ↘8920 | ↘8579 |
| 2011   | 2012    | 2013    | 2014    | 2015  | 2016  | 2017  |
| ↘8532  | ↘8425   | ↘8330   | ↘8172   | ↗8252 | ↗8257 | ↘8166 |
| 2018   | 2019    |         |         |       |       |       |
| ↘7989  | ↘7731   |         |         |       |       |       |